# 自由軍團 (德國)

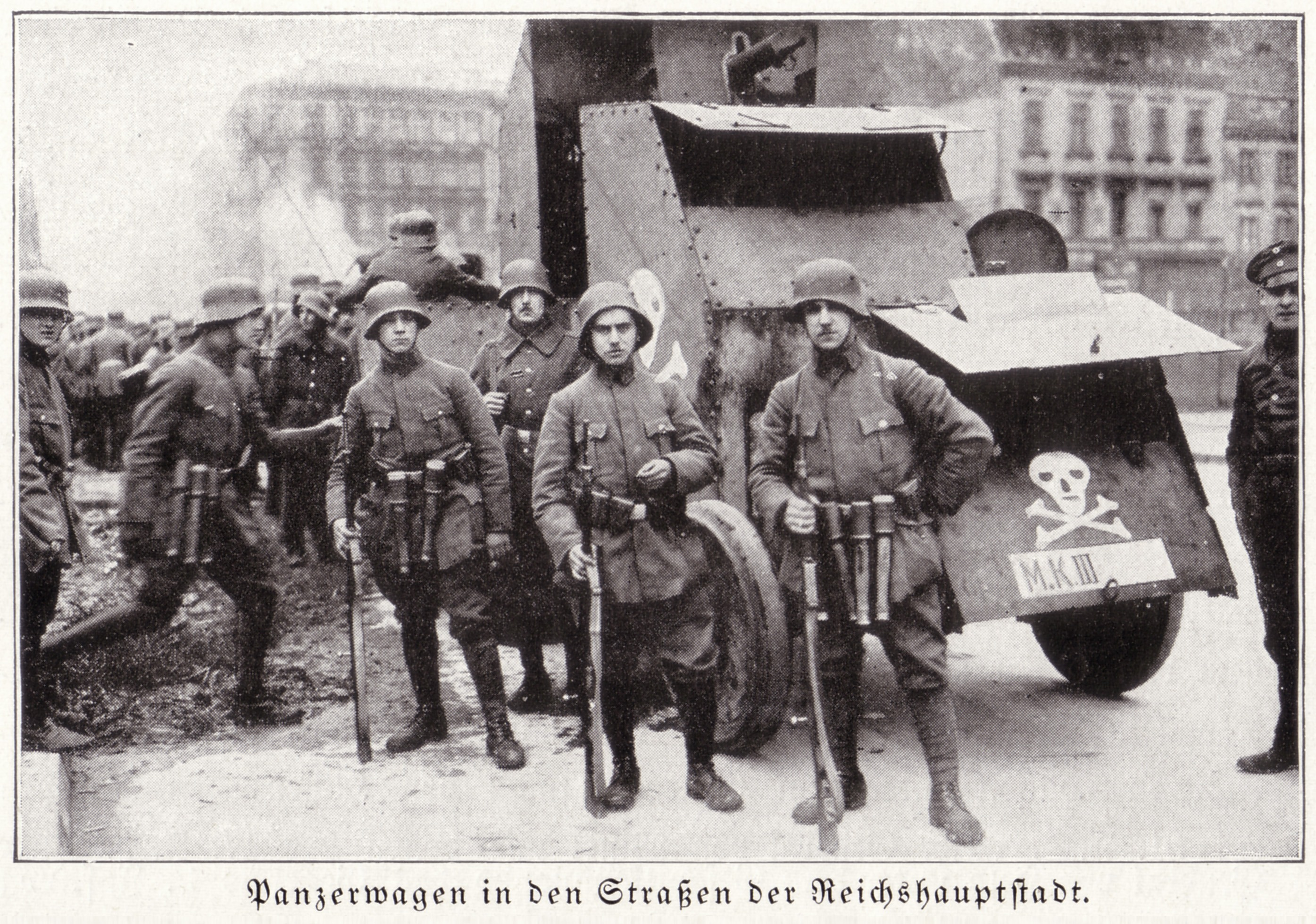
1919年，自由軍團成员在柏林。

自由军团（意为民兵）是德國和其他歐洲國家的非正規軍事志願部隊或準軍事部隊，存在於18世紀—20世紀初期。他們實際上是作為僱傭軍或私人軍事公司進行戰鬥，無論其國籍如何。在德語國家，第一個所謂的自由軍團（Freikorps，Freie Regimenter）於18世紀由當地志願者、敵方叛徒和逃兵組成。這些部隊有時裝備奇特，充當步兵和騎兵；有時只有一個連的兵力，有時甚至有數千人的編隊。還有各種混合陣型或者軍團。普魯士的馮·克萊斯特自由軍團包括步兵、獵兵、龍騎兵和驃騎兵。法國薩克斯志願軍由烏蘭和龍騎兵組成。
第一次世界大戰結束後和1918-19年德國革命期間，主要由第一次世界大戰退伍軍人組成的自由軍團被組成為準軍事民兵。 他們表面上是為了代表政府而聚集起來，對抗試圖推翻魏瑪共和國的德國共產黨人。然而許多自由軍團在很大程度上也鄙視共和國，並參與暗殺其支持者，後來幫助納粹掌權。

## 起源
首批自由军团是在七年战争中由腓特烈二世招募。其他後起之例包括拿破仑战争中，普鲁士将领路德维希·阿道夫·威廉·冯·吕措对抗法军的吕措志愿军。自由军一般被正规军认为不太可靠，因此通常只作为哨兵及执行小型任务。

## 一戰後
然而該德语词语之義随後有所变化。1918年後，自由军团指第一次世界大战後，德国军队退出战场後组成之準軍事组织。它是威玛时代半军事组织之一。很多德国战场老手有感与文官政府脱节，故此加入军团以求在该军事单位寻找安稳生活。也有其他军人不满战败，故想一起打倒共产党的起义或报复（详见刀刺在背传说）。在獲得国防部长古斯塔夫·诺斯克大力支持下，军团镇压共产党起事，包括於1919年1月15日谋杀卡尔·李卜克内西与罗莎·卢森堡。军团也在同年推翻了巴伐利亚苏维埃共和国。
某些军团成员於波罗的海、西里西亚与蘇聯作战，有时候甚至能战胜正规军。军团在1920年被正式解散。某些军团成员其後於该年3月发动卡普政变，但以失败收場。部分军团成员為後起之纳粹党要员，包括衝鋒隊首领恩斯特·罗姆和纳粹党副元首鲁道夫·赫斯。
1920年，阿道夫·希特勒方才开始其政治事业，僅是加入名不经传之德意志國家社會主義工人党（后来的纳粹党）。多數自由军团成员於纳粹时代期间僅為局外人。因此军团老手一直有争议之话题即為：「我们与共产党战斗时，当时希特勒究竟在哪儿？」。

## 自由軍團勳章

### 軍團公認勳章

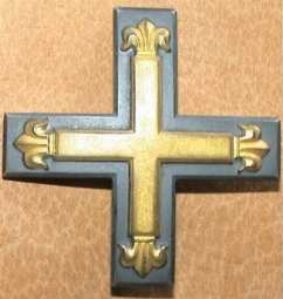
波羅的海十字章

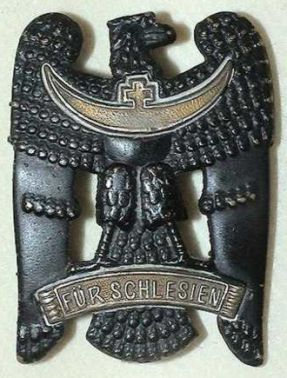
西里西亞老鷹勳章

- 波羅的海十字勳章[1]（1919年）
- 1級及2級西里西亞老鷹勳章（1919年）

### 軍團非公認勳章
- 東邊邊境警衛隊騎士盾章（1919年）
- 第5軍團技能章（1919年）

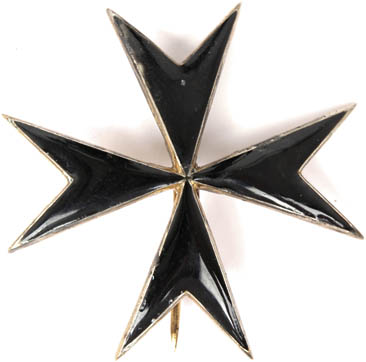
德意志騎士十字章

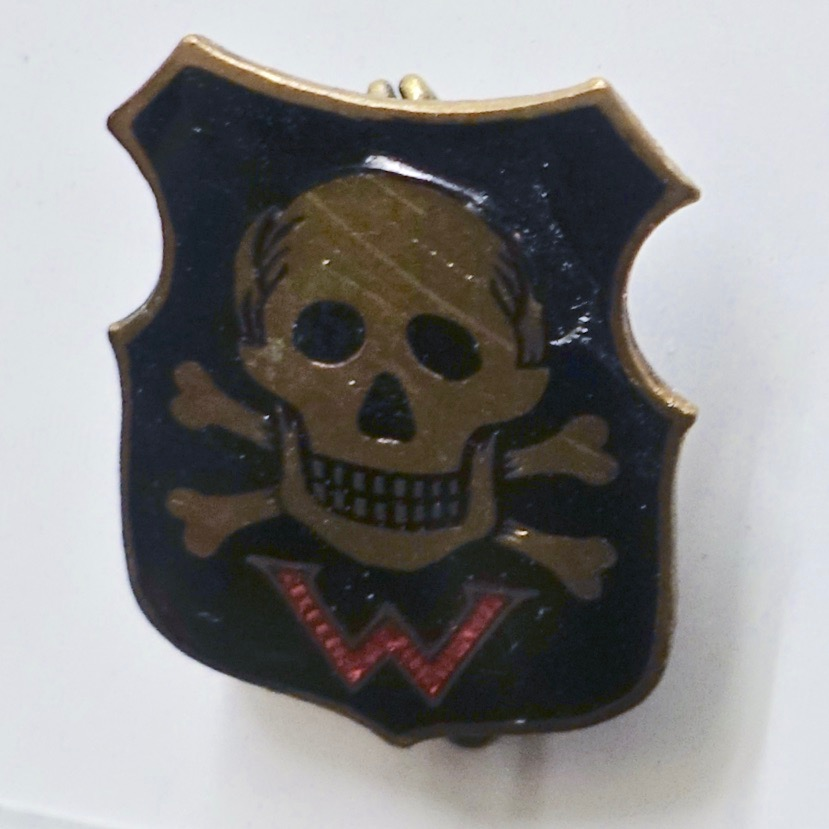
「狼人軍團」徽章

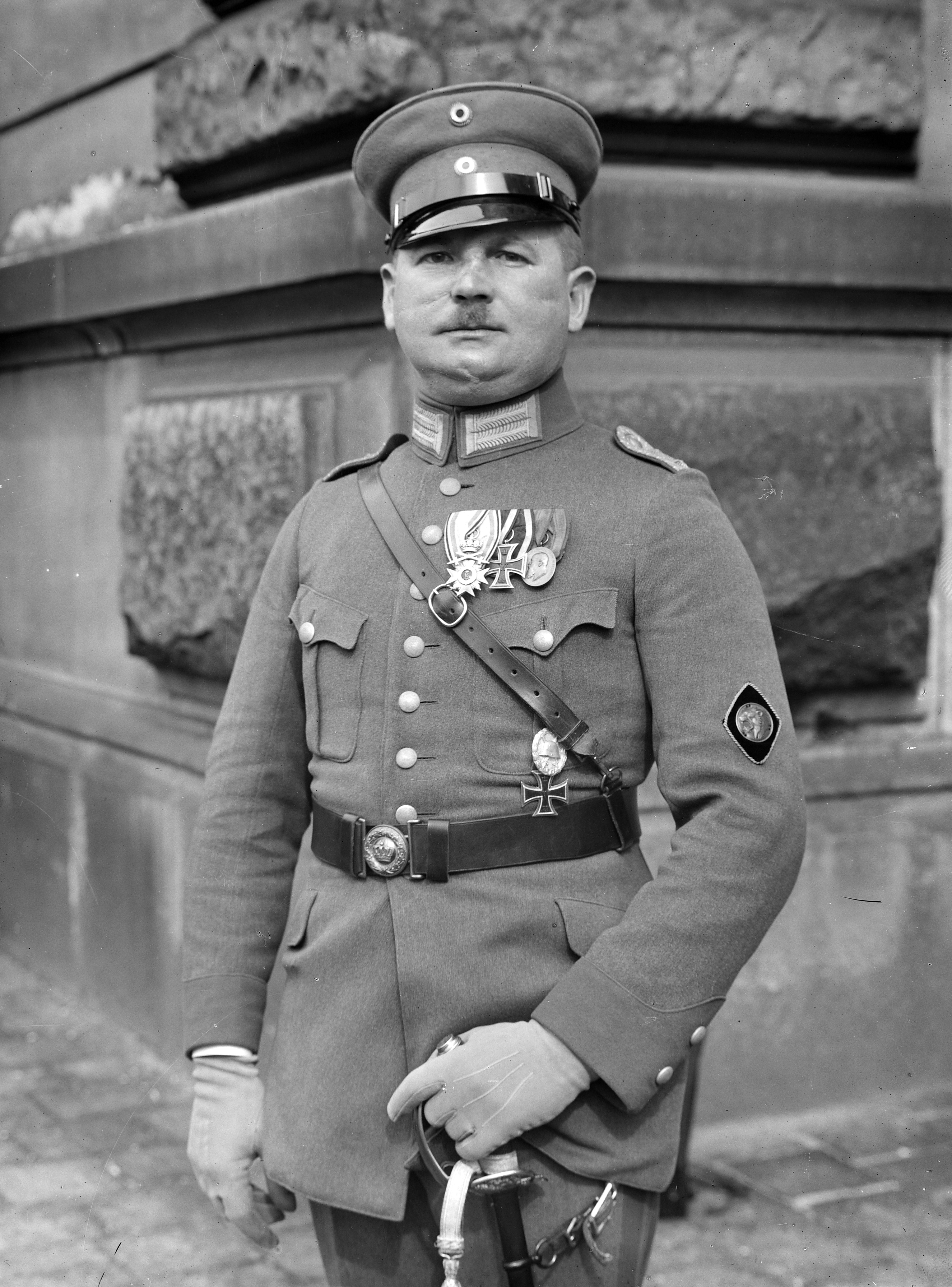
恩斯特·羅姆 (Ernst Röhm) 的軍裝左袖上佩戴著埃普志願軍獅子袖章 (1924 年)

- 帶有威斯特伐利亞馬徽章的綠色飾緒（1919年）
- 奧爾洛克志願軍紀念章
- 西俄羅斯解放軍紀念勳章（1919年）
- 伯格霍夫自衛營
  - 技能章（1921年）
  - 上西里西亞十字（1921年）
- 北博伊滕德國第五獨立狙擊連
  - 博伊滕榮譽十字勳章（1921年）
- 船首星章（1919年）
- 德意志志願軍榮譽勳章（1920年）
- 德意志步槍師技能徽章（第31步兵師）
- 迪比奇志願軍義勇軍
  - 迪比奇十字章
  - 馬爾普拉克特星章
- 迪比奇十字章
  - 良馬記念章
- 鐵兵團勳章（1920年）
- 海德布雷克自衛隊技能章
- 興登堡志願募兵章
- 克羅伊茨堡十字
- 久梅志願支隊技能徽章
- 郷土獵兵軍團（1920年）
  - 忠誠章
  - 優秀體能獎牌
  - 良馬記念章
- 鄉土志願狙擊隊
  - 第1近衛鄉土志願狙擊大隊忠誠十字章（1920年）
- 勞滕巴赫徵兵獎章 (1933年)
- 盧布里尼茨自衛營十字勳章
- 呂措志願軍榮譽勳章
- 第 2 海軍陸戰旅「艾哈德」戰鬥獎章 (1920年)
- 一等和二等列文菲爾德十字勳章 (1920年)
- 上西里西亞志願營榮譽勳章 (1921年)
- 北方醫療營紀念榮譽勳章 (1919年)
- 埃普義勇軍獅子袖章
- 高地志願軍 (Freikorps Oberland)
  - 高地技能章（1921年）
  - 安貝格十字章（1930年）
  - 上西里西亞紀念幣（1926年）
  - 老鷹章
  - 1919年紀念十字章
- 威斯特伐利亞志願軍「普費弗」技能章
  - 綠色狙撃飾緒（1919年）
- 克洛澤志工皮岑十字（1921年）
- 馮·蘭道支隊
  - 德意志騎士十字章（1919年）
- 雷姆沙伊德非凡志願軍徽章 (1922年)
- 羅斯巴赫志工十字勳章（1921年）
- 庫爾蘭士兵/殖民者團體獎章（1919年）
- 維克曼志願軍騎士勳章（1920年）
- 狼自衛營
  - 黑森榮譽紀念徽章（1921年）
- Werwolf（人狼團）徽章
- 施拉格特聯合會
  - 施拉格特盾牌（1933年）
    - 盾形（第1版）
    -  橢圓形（第2版）
    - 圓形（第3版）
      -  戰鬥人員劍徽
      - 參加鬥爭紀念牌
      -  波羅的海鬥爭 1919/20年
      -  波羅的海鬥爭 1919/23年
      -  與斯巴達克斯的鬥爭 1919/23年
      -  克恩頓州鬥爭 1919年
      -  邊境志願者 1919/20年
      -  邊境志願者 1919/23年
      -  上西里西亞鬥爭 1921年
      -  上西里西亞鬥爭 1922年
      -  萊茵/魯爾鬥爭 1919/23年
      -  萊茵/魯爾鬥爭 1923/24年
      -  民族社會主義運動鬥爭[a] 1922/23年
- 維爾茨堡市榮譽獎章 (1934年)

## 圖案

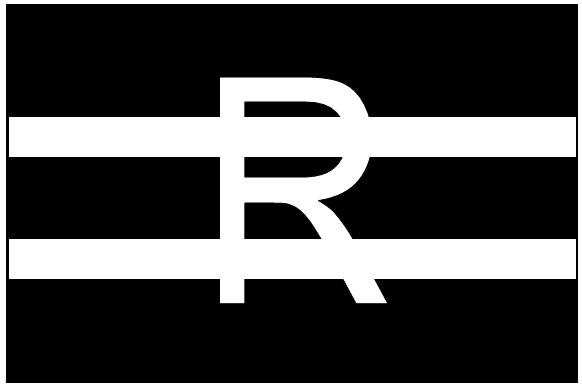
羅斯巴赫自由軍團旗
波羅的海自由軍團旗
人狼自由軍團旗

## 外部連結
- 1918-23年德国自由军团之历史
- Axis History Factbook; Freikorps章节 （页面存档备份，存于） - Marcus Wendel等